# Соснувка (Опольське воєводство)
Соснувка (пол. Sosnówka, нім. Kieferkretscham) — село в Польщі, у гміні Немодлін Опольського повіту Опольського воєводства.